# HD 11964 c
HD 11964c는 고래자리 방향으로 지구에서 약 111 광년 떨어져 있는 외계 행성이다. 이 행성은 황색 준거성 HD 11964 가까운 궤도상에서 발견되었다. 이 행성이 항성 주위를 한 바퀴 돌려면 1924일이 걸린다. 궤도 장반경은 약 3.46 천문단위이다. c는 우리 태양계의 목성이나 토성과 비슷한, 원에 가까운 궤도를 돌고 있다. 구체적으로 근성점에서의 거리는 3.28, 원일점에서의 거리는 3.64 천문단위이다. 질량은 목성의 약 77 퍼센트이다.
이 행성은 원래 2005년 여름에 발견되었으나 2006년 1월 발견 사실이 무효화되었다. 그러나 2007년 5월 시선 속도법을 이용한 정교한 관측으로 말미암아 다시 행성으로서의 존재를 인정받았다.

## 참고 문헌
- P.C. Gregory (2007년 9월 6일). “A Bayesian periodogram finds evidence for three planets in HD 11964”. 《Arxiv》. 2016년 3월 10일에 원본 문서에서 보존된 문서. 2008년 7월 31일에 확인함.